# Christian Dufour
 (septembre 2020).
Il peut être nécessaire de l'améliorer pour respecter le principe de neutralité de point de vue. Veuillez consulter la page de discussion pour plus de détails.

 (mai 2018).
Si vous disposez d'ouvrages ou d'articles de référence ou si vous connaissez des sites web de qualité traitant du thème abordé ici, merci de compléter l'article en donnant les références utiles à sa vérifiabilité et en les liant à la section « Notes et références ».
Pour les articles homonymes, voir Dufour.
Christian Dufour est un juriste et politologue québécois. Il a été chercheur et professeur à l'École nationale d'administration publique (ENAP) à Montréal  de 1994 à 2014, après une carrière au sein de la fonction publique québécoise.[réf. nécessaire]
Chroniqueur au Journal de Montréal de 2010 à 2015, Christian Dufour  collabore  occasionnellement au quotidien La Presse.[réf. nécessaire] Il  commente  l'actualité à la radio dans l’émission Isabelle au 98,5 FM et dans Politiquement incorrect  avec Richard Martineau à QUB radio. À la télévision, il est l'un des invités politiques dans l'émission Patrice Roy en direct sur les ondes de RDI (Radio-Canada).[réf. nécessaire]

## Carrière
Avant d'entamer en 1988 une carrière de chercheur à l'Institut de recherche en politiques publiques (IRPP) et de professeur à l'École nationale d'administration publique (ENAP), Christian Dufour a travaillé pendant plusieurs années au sein de l'administration publique québécoise, tout d'abord comme assistant du Protecteur du Citoyen, ensuite au Secrétariat aux affaires intergouvernementales canadiennes où il a exercé les fonctions de directeur de la planification et de la recherche.[réf. nécessaire]
Ses recherches ont principalement porté sur le fédéralisme canadien, la réforme des institutions et le rôle de l'État en matière identitaire. Sympathique au nationalisme québécois, il a publié depuis le début des années 1980 de nombreux ouvrages et articles dans les revues spécialisées  de même que dans les médias grand public.[réf. nécessaire] Il a dirigé la Revue canadienne de science politique en 2002 et 2003.
Au début des années 2000, Christian Dufour a été critique de la série de télévision Le Canada: une histoire populaire, tout en étant le premier à écrire sur Céline Dion comme point de référence identitaire québécois.[réf. nécessaire]
Il a contesté  en 2008-2009 le projet du gouvernement Charest d'imposer la « bilinguisation systématique » de la 6e année du cours primaire francophone, de même que le refus d'une partie du mouvement étudiant québécois de dénoncer le vandalisme et l'intimidation dans le dossier de la hausse des frais de scolarité en 2012.[réf. nécessaire] Au début de 2011, il s'était retiré du groupe de réflexion qui donnera naissance à la CAQ à la suite de la trop grande évacuation de la question identitaire par ce parti, situation qui s’est modifiée par la suite.[réf. nécessaire]
Christian Dufour est l'un des seuls au Québec à défendre sans ambages le mode de scrutin uninominal à un tour actuellement en vigueur au niveau fédéral et dans les dix provinces canadiennes.[Interprétation personnelle ?] La proportionnelle correspond à son avis à une vision essentiellement statistique et abstraite de la démocratie, elle n'est davantage démocratique que sur papier. Son adoption généraliserait la formation de gouvernements de coalition plus instables et transférerait à des appareils de partis, à des non-élus et à des experts du pouvoir actuellement détenu par les citoyens, tout en ayant tendance à maintenir en place la même classe politique sans possibilité de la congédier.[réf. nécessaire]
Mais surtout, la proportionnelle diminuerait le pouvoir du seul gouvernement contrôlé par une majorité francophone sur le continent de même que le poids politique de cette majorité.[réf. nécessaire] En effet, le mode de scrutin québécois actuel favorise de facto les francophones et les régions, ce qui compense en partie les effets structurants négatifs des échecs référendaires de 1980 et de 1995, de même que le fait que le Québec n'a pas été capable d'accéder au statut d'État indépendant ni à celui de société distincte majoritairement francophone au sein du Canada.[non neutre][réf. nécessaire]

## Principaux livres
Largement diffusé et commenté au Québec de même qu’au Canada anglais[réf. nécessaire], le premier livre de Christian Dufour s'intitulait Le Défi québécois (1989). C’était en partie un plaidoyer en faveur de l'Accord du lac Meech et de la reconnaissance constitutionnelle que le Québec constitue une société distincte au sein  du Canada. L’ouvrage s’appuie entre autres sur une  analyse de l'impact de la Conquête de 1760 sur l'évolution de la politique canadienne. 
Le Défi français - regards croisés sur la France et le Québec (2006) pose la question de l’avenir des sociétés de langue française dans un univers marqué par la révolution technologique, la montée du terrorisme et l’accélération de la mondialisation. 
Les Québécois et l’anglais - le retour du mouton (Montréal, LER, 2008) traite de la vieille relation d’amour-haine que les Québécois entretiennent avec la langue de Shakespeare, critiquant chez un nombre croissant de francophones une telle valorisation de l’anglais et du bilinguisme qu’on en vient dans les faits à remettre en cause la norme fondamentale de la claire prédominance du français sans exclusion de l'anglais au Québec.
« Le pouvoir québécois menacé - NON à la proportionnelle! » a été publié en août 2019. Sixième essai de Christian Dufour et pour  une part synthèse de ses ouvrages antérieurs, ce fut  l’un des livres les plus diffusés et les plus commentés  de la rentrée politique de l’automne 2019 au Québec.[non neutre]

## Essais politiques publiés
- Le pouvoir québécois menacé. NON à la proportionnelle!, Les Éditeurs réunis, 2019
- Les Québécois et l'anglais - Le retour du mouton, Les Éditeurs réunis, 2008. (prix littéraire 2009 intérêt général, Salon du livre du Saguenay.)
- Le Défi français - regards croisés sur la France et le Québec, Éditions du Septentrion, 2006.
- Lettre aux souverainistes québécois et aux fédéralistes canadiens qui sont restés fidèles au Québec, Stanké, 2000.
- La Rupture tranquille, Boréal,1992.
- Le Défi québécois,  L'Hexagone, 1989 (publié en anglais sous le titre A Canadian Challenge - Le Défi québécois chez Oolichan Books et réédité en 2000 aux Presses de l'université Laval).

## Citations
« Dans quel monde ces leaders étudiants déconnectés du réel vivent-ils ? » 10 avril 2012 
« Ce ne sont pas seulement les frais de scolarité qu’il faut réformer. C’est tout un système d’éducation qui produit des perdants professionnels. » 10 avril 2012 